# Wellenbrecher (Wasserbau)

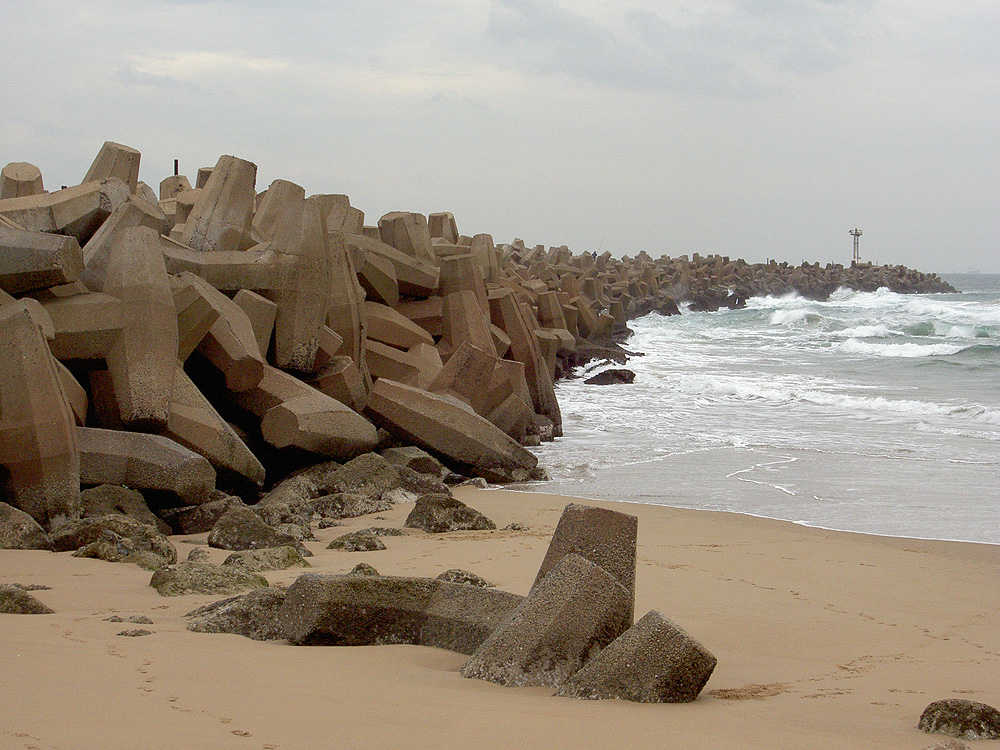
Wellenbrecher an der Küste mit Dolossen

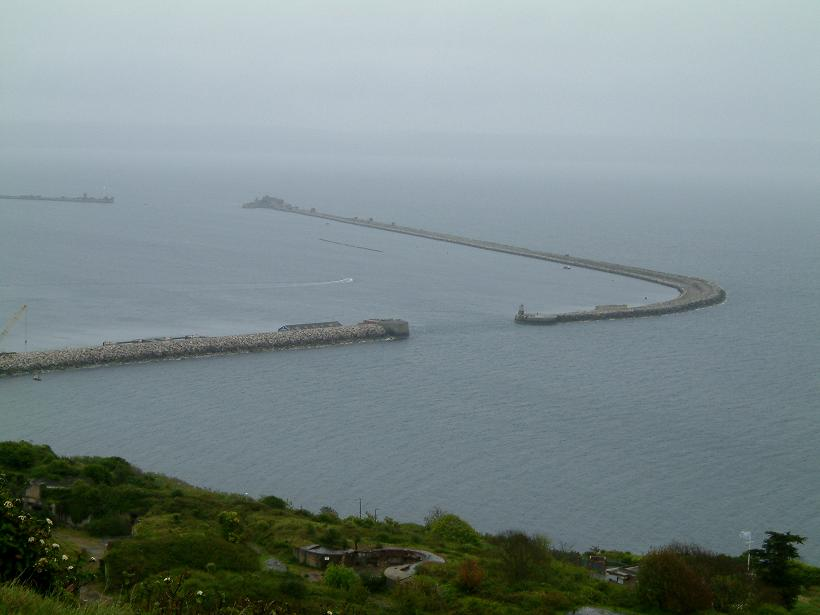
Wellenbrecher als Schutz eines Hafens

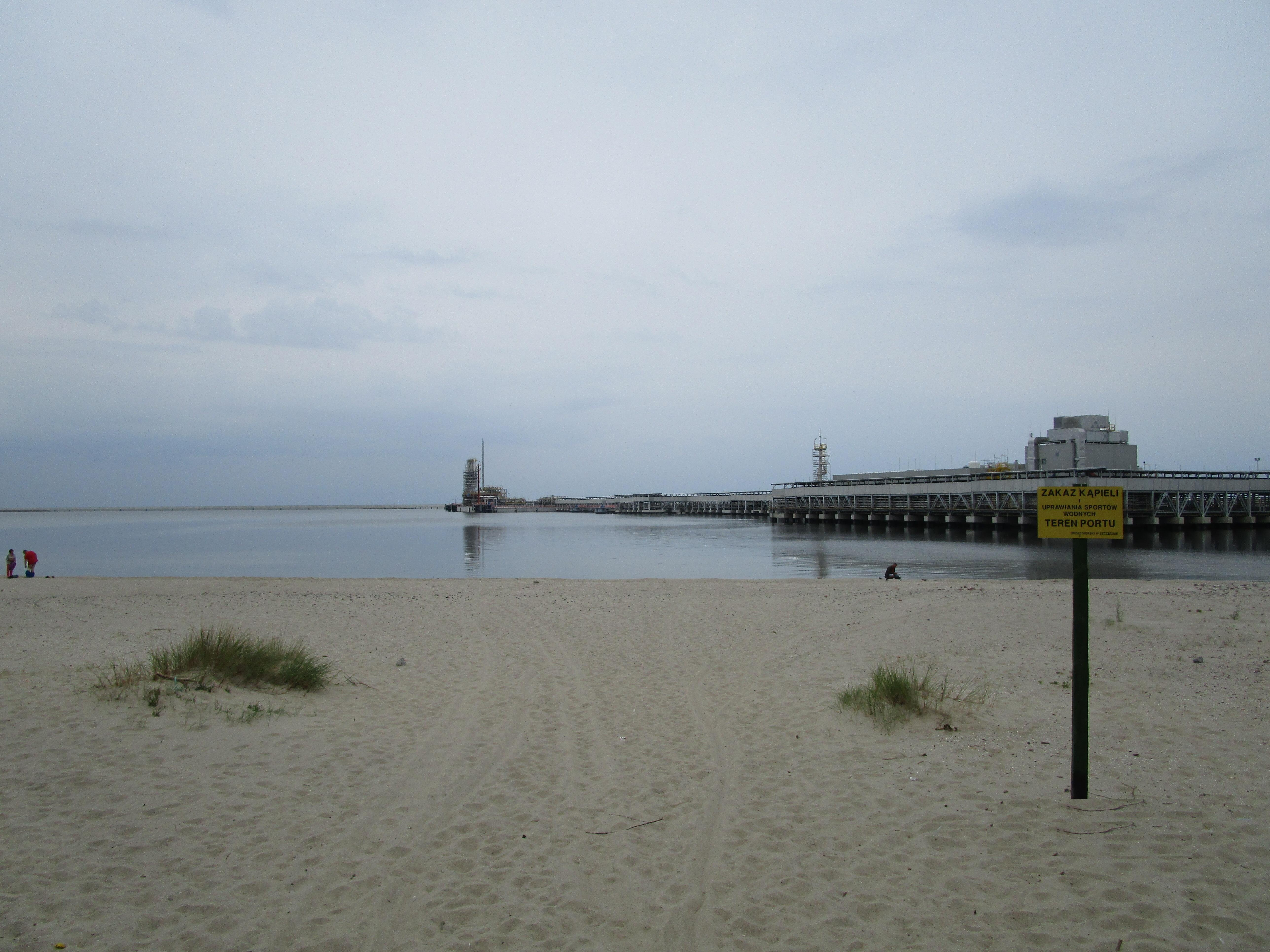
Mole für Gasport mit Anlegeplattform und Pumpstationen

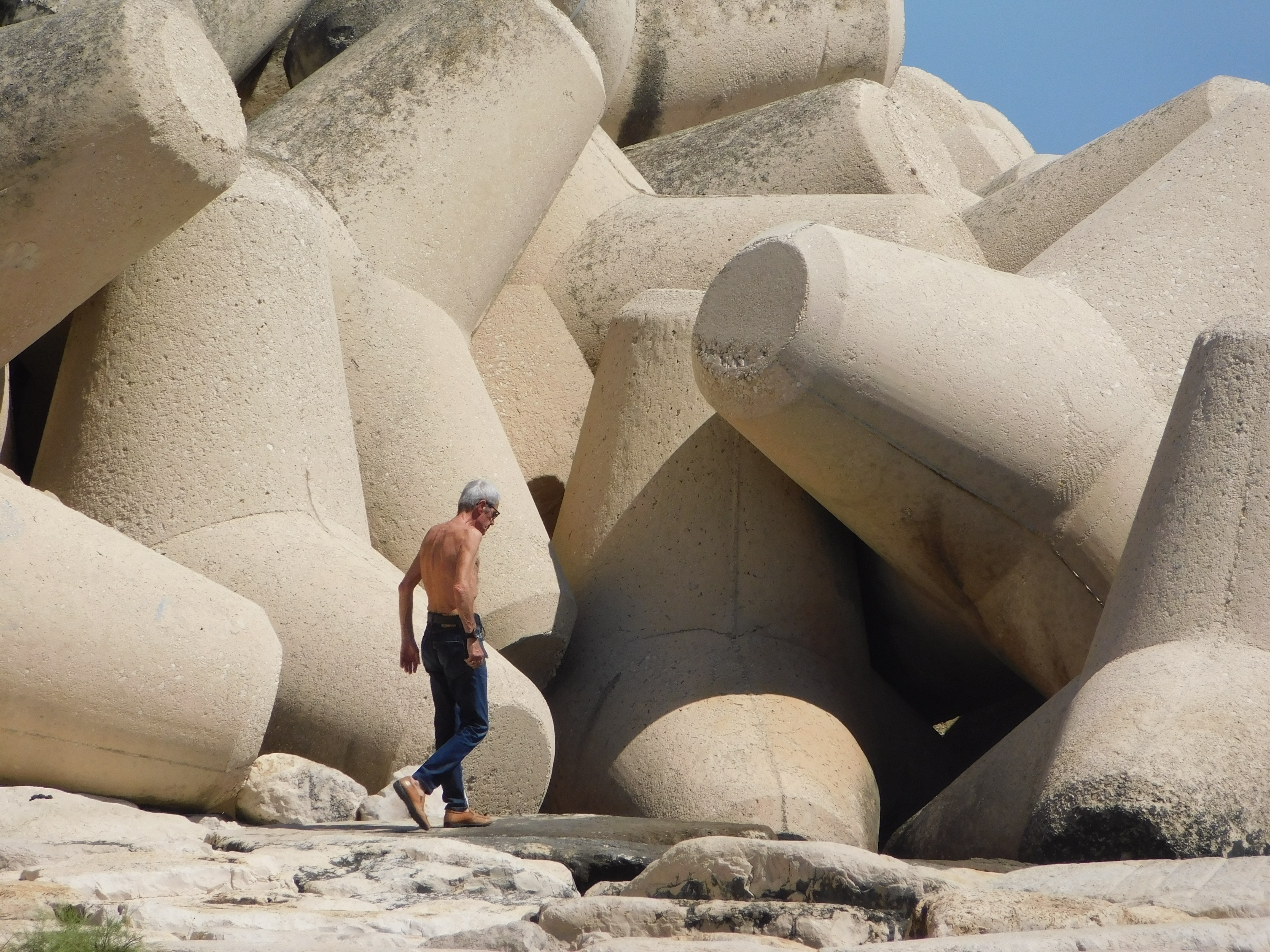

Wellenbrecher haben im Wasserbau vor allem Schutzfunktion: Sie verhindern die Zerstörung von Booten und Ufern, indem sie die Energie der Wellen durch Dissipation umwandeln.
Zu unterscheiden sind schwimmende und fest gegründete Wellenbrecher. Die wichtigsten Vertreter der letzteren sind Molen vor Hafenbereichen und Buhnen an Meer- und Flussufern. Zur Befestigung an gefährdeten Uferstellen werden neben mit Deckwerk befestigten Böschungen auch Wellenbrecherblocksteine (meist aus Beton) wie Tetrapoden oder Dolosse eingesetzt. Weiterhin werden Riffbälle und künstliche Korallenriffe genutzt.
Die Wellenbrecher im Yachthafen des Olympischen Dorfes in Barcelona wurden von 1988 bis 1992 erstmals in einer besonderen Bauweise errichtet. Wellendynamische Experimente bestätigten Ende der 1990er Jahre, dass Wellenbrecher, die die Wasseroberfläche nicht erreichen und nicht durchgängig an der gesamten Mole angebracht sind, effizienter sind als geometrisch symmetrische Wellenbrecher.
Der wichtigste schwimmende Wellenbrecher ist das Beton-Ponton am Außenrand von Seegang ausgesetzten Marinas (z. B. in Flüssen oder in kleinen Buchten): Durch seine große Massenträgheit dämpft es wirkungsvoll den Seegang und verhindert so Beschädigungen an Booten durch Seegang.

## Sonstiges
Im Juni 1944 versenkte die Royal Navy die Sumatra bei der Landung in der Normandie zusammen mit anderen veralteten Schiffen als Wellenbrecher für einen Mulberry-Hafen.
Im polnischen Swinemünde wurde 2015 für einen LNG-Hafen eine Mole errichtet. Kernstück dieser Hafenanlage ist ein 3 km langer Wellenbrecher mit integrierten Anlegemöglichkeiten für Gastanker. Mit dieser Konstruktion ist vor der Küste ein geschlossenes Hafenbecken mit einer Wassertiefe von bis zu 14,50 m entstanden. Die Konstruktion besteht aus einem Spundwandkern mit einem Damm, wobei die gesamte Konstruktion befahrbar ist.